# Ranunculus paucifolius
Ranunculus paucifolius är en ranunkelväxtart som beskrevs av T. Kirk. Ranunculus paucifolius ingår i släktet ranunkler, och familjen ranunkelväxter. Inga underarter finns listade i Catalogue of Life.